# Botwulf
Botwulf, également appelé Botolphe ou Botulphe, est un moine anglo-saxon mort en 680. Considéré comme saint, il est fêté le 17 juin.

## Biographie
La vie de Botwulf est relatée dans une hagiographie, la Vita S. Botulphi, rédigée au XIe siècle par Folcard, abbé du monastère de Thorney. Folcard semble avoir eu du mal à trouver des informations sur son sujet : son texte se compose en grande partie de lieux communs du genre et d'indications historiques douteuses. D'après cette Vita, Botwulf est le fondateur d'une abbaye à Icanho dans le royaume d'Est-Anglie (aujourd'hui Iken, à l'embouchure du fleuve Alde (en), dans le Suffolk). Cette fondation, qui aurait pris place en 654, s'inspirerait du séjour de Botwulf dans un monastère non identifié du nord de la France.

## Culte

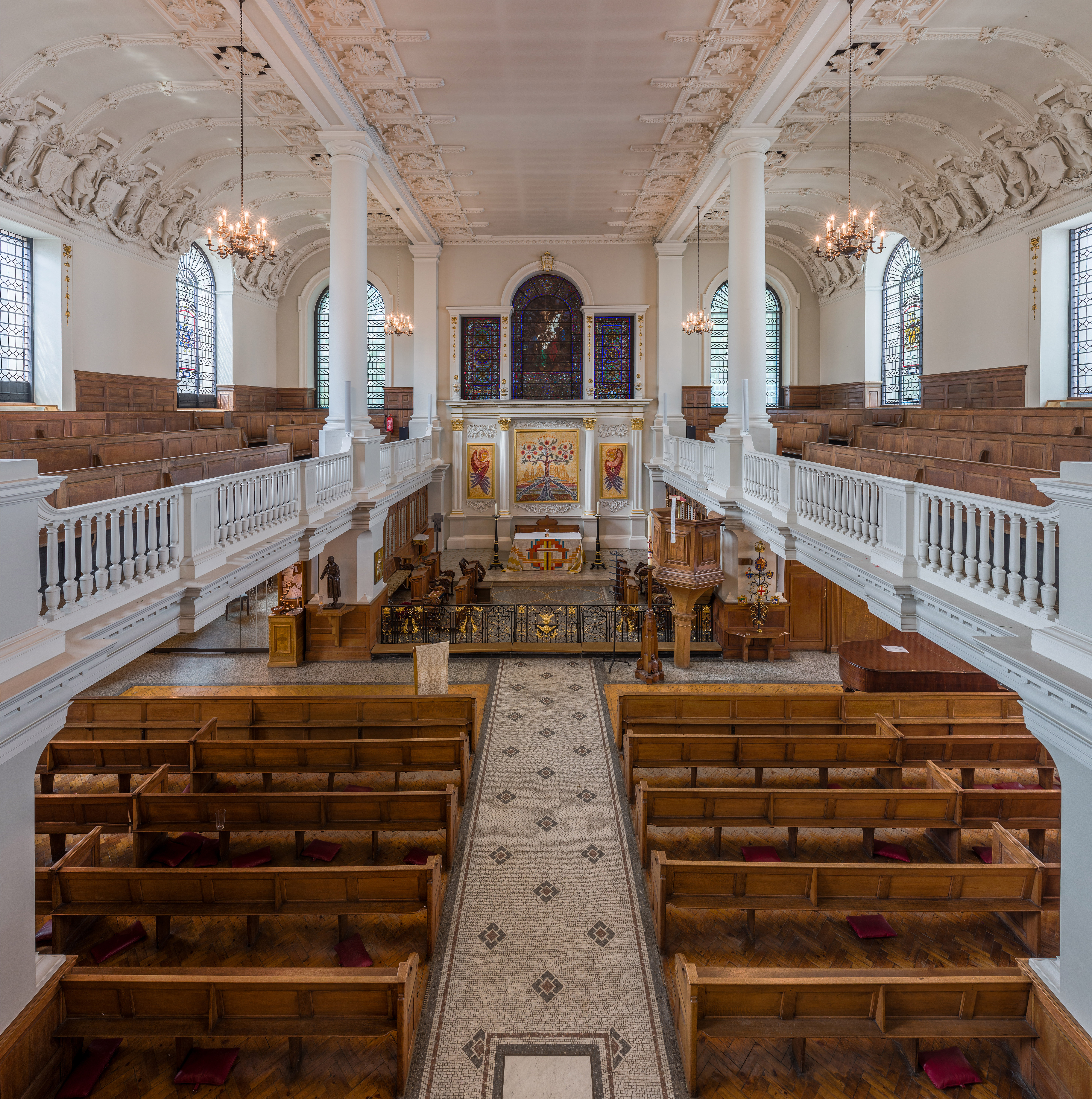
Intérieur de l'église St Botolph's Aldgate, à Londres.

D'après un autre texte de Folcard, Translatio SS. Thorneiensium, une partie des reliques de Botwulf sont transférées d'Icanho à l'abbaye de Thorney au Xe siècle par l'évêque Æthelwold de Winchester, ce qui explique son intérêt pour ce saint. Le reste de son corps est intégré à la collection de reliques des rois d'Angleterre, tandis que sa tête est confiée à l'abbaye d'Ely. La translation de ses reliques est célébrée le 1er décembre.
Soixante-quatre églises lui ont été dédiées en Angleterre, dont la plus célèbre est celle de Boston, dans le Lincolnshire. Le nom même de la ville de Boston dérive de celui de Botwulf. Trois églises lui sont dédiées à Londres : St Botolph's Aldersgate (en), St Botolph's Aldgate (en) et St Botolph-without-Bishopsgate.